# 市岡政香
市岡 政香（いちおか まさか、1855年（安政2年9月） - 1933年（昭和8年）1月10日）は、日本の政治家、衆議院議員（1期）。

## 経歴
美濃国恵那郡中津川村(のち岐阜県恵那郡中津川町、中津町、中津川町を経て現・中津川市)に生まれる。東美銀行取締役となる。
1898年3月の第5回衆議院議員総選挙において岐阜6区から無所属で立候補したが落選した。同年8月の第6回衆議院議員総選挙は不出馬。1900年、前島丈之助の辞職による岐阜6区の補欠選挙に立候補して当選する。衆議院議員を1期務め、1902年の第7回衆議院議員総選挙は不出馬。1933年に死去した。